# Broc FR
| FR ist das Kürzel für den Kanton Freiburg in der Schweiz. Es wird verwendet, um Verwechslungen mit anderen Einträgen des Namens Broc zu vermeiden. |

Broc ([bʀɔ:], Freiburger Patois Broⓘ) ist eine politische Gemeinde im Greyerzbezirk des Kantons Freiburg in der Schweiz. Der frühere deutsche Name Bruck wird heute nicht mehr verwendet.

## Geographie
Broc liegt auf 718 m ü. M., 3,5 km ostsüdöstlich des Bezirkshauptortes Bulle (Luftlinie). Das Dorf erstreckt sich auf der Hochterrasse zwischen den Flussläufen der Saane (französisch: Sarine) im Westen und des Jaunbachs (französisch: Jogne) im Osten, südlich des Greyerzersees, am Alpennordrand.
Die Fläche des 10,0 km² grossen Gemeindegebiets umfasst einen Abschnitt des voralpinen Gebietes im Greyerzerland. Die westliche Grenze bildet die Saane. Von hier erstreckt sich der Gemeindeboden ostwärts über den flachen Talboden und die Schotterterrasse von Broc in das Tal des Jaunbachs. Dieser fliesst zwischen dem Stausee Lac de Montsalvens (ein kleiner Anteil gehört zum Gemeindegebiet) und Broc durch eine tief eingeschnittene Felsschlucht (Gorges de la Jogne). Südlich dieses Tals steigt der von Weiden und Wäldern bedeckte Hang steil an bis zum Gipfel der Dent de Broc, die mit 1829 m ü. M. den höchsten Punkt von Broc darstellt. Auf dem Felsgrat der Dent de Broc, der sich von der Saane bis zum Motélontal erstreckt, verläuft die südliche Gemeindegrenze. Ganz im Nordwesten reicht das Gebiet zur Mündung der Saane in den Greyerzersee und in den Erlenbruchwald im Mündungsgebiet. Von der Gemeindefläche entfielen 1997 9 % auf Siedlungen, 43 % auf Wald und Gehölze, 43 % auf Landwirtschaft, und etwas mehr als 5 % war unproduktives Land.
Zu Broc gehören die Industriesiedlung Broc-Fabrique (685 m ü. M.) am Jaunbach sowie einige Einzelhöfe am Nordhang der Dent de Broc. Nachbargemeinden von Broc sind Bulle, Morlon, Botterens, Châtel-sur-Montsalvens, Crésuz, Val-de-Charmey und Gruyères.

## Bevölkerung
Mit 2810 Einwohnern (Stand 31. Dezember 2023) gehört Broc zu den mittelgrossen Gemeinden des Kantons Freiburg. Von den Bewohnern sind 88,3 % französischsprachig, 2,9 % portugiesischsprachig und 2,6 % deutschsprachig (Stand 2000). Die Bevölkerungszahl von Broc belief sich 1850 auf 406 Einwohner, 1900 auf 628 Einwohner. Danach stieg sie innerhalb eines Jahrzehnts um über 1000 Personen an (1910 1708 Einwohner) und erreichte um 1920 mit 2163 Einwohnern den Höchststand. Nach einem Rückgang bis 1950 um nahezu 30 % auf 1552 Personen wurde seither wieder ein kontinuierliches Bevölkerungswachstum verzeichnet.
Einwohnerzahlen: Volkszählungsdaten

## Wirtschaft
Broc war bis Ende des 19. Jahrhunderts ein vorwiegend durch die Landwirtschaft geprägtes Dorf. Daneben spielte die Strohflechterei eine wichtige Rolle, die allerdings gegen Ende des 19. Jahrhunderts stark zurückging. Der Zuzug der Schokoladefabrik Cailler im Jahr 1898 setzte der Arbeitslosigkeit im Dorf ein Ende. Die Fabrik entwickelte sich rasch zum wichtigsten Arbeitgeber der Region, was sich in der starken Bevölkerungszunahme von Broc im ersten Jahrzehnt des 20. Jahrhunderts widerspiegelte. 1930 waren fast 1800 Arbeiter in der Fabrik Cailler beschäftigt.
Heute bietet Broc insgesamt noch rund 900 Arbeitsplätze an. Mit 3 % der Erwerbstätigen, die im primären Sektor beschäftigt sind, hat die Landwirtschaft nur noch einen geringen Stellenwert in der Erwerbsstruktur der Bevölkerung. Etwa 62 % der Erwerbstätigen sind im industriellen Sektor tätig, während der Dienstleistungssektor 35 % der Arbeitskräfte auf sich vereinigt (Stand 2001).
Die Landwirtschaft konzentriert sich auf die Viehzucht und die Milchwirtschaft. Zu den wichtigen industriellen Unternehmen zählen neben der Schokoladefabrik, die heute zu Nestlé gehört, eine Fabrik für Plastikspritzguss, zwei Möbelwerke, eine Schreinerei, ein Elektrizitätswerk sowie Betriebe des Bau- und Transportgewerbes. 2013 zählte das Maison Cailler 368'000 Besuchende aus der ganzen Welt.
In den letzten Jahrzehnten hat sich das Dorf zu einer Wohngemeinde entwickelt. Viele Erwerbstätige sind deshalb Wegpendler, die in den Regionen Bulle oder Freiburg arbeiten.

## Verkehr
Die Gemeinde ist verkehrstechnisch recht gut erschlossen. Sie liegt an der Hauptstrasse von Bulle über den Jaunpass nach Boltigen. Davon zweigt bei Broc die Verbindungsstrasse ab, die östlich des Greyerzersees nach Freiburg führt. Am 24. Juni 1912 wurde die Eisenbahnlinie vom Bahnhof Bulle nach Broc (zur Erschliessung des Fabrikareals) in Betrieb genommen. Für die Feinverteilung im öffentlichen Verkehr sorgen die jeweils via Broc verkehrenden Buslinien der Transports publics Fribourgeois von Gruyères nach Jaun und von Bulle über Corbières nach Broc.

## Geschichte

Luftbild von Werner Friedli vom April 1949

Auf dem Gemeindegebiet von Broc fanden sich Siedlungsspuren aus der mittleren Bronzezeit sowie ein Gräberfeld aus der La-Tène-Zeit. Die erste urkundliche Erwähnung des Ortes erfolgte 1115 unter den Namen Broyc und Broch; von 1285 ist die Bezeichnung Broz überliefert. Der Ortsname geht auf das altfranzösische Wort broc zurück, das Felssporn, Felsgrat bedeutet.
Broc war seit dem 12. Jahrhundert im Besitz des gleichnamigen Adelsgeschlechts, das Mitte des 14. Jahrhunderts ausstarb und vermutlich eine Nebenlinie der Grafen von Greyerz war. Anschliessend kam das Dorf in den Besitz von Montsalvens, einem Lehen der Grafschaft Greyerz. Bereits im frühen 13. Jahrhundert wurde nahe der Saane ein Benediktinerpriorat gegründet, das zunächst dem Kloster Lutry gehörte und 1577 in den Besitz des Kapitels Sankt Nikolaus in Freiburg gelangte.
Mit der Kastlanei Montsalvens kam Broc 1555 an Freiburg und wurde in die Vogtei Greyerz eingegliedert. Nach dem Zusammenbruch des Ancien Régime (1798) gehörte das Dorf während der Helvetik zur Präfektur Gruyères, seit 1848 zum Greyerzbezirk. Im Jahr 1890 fielen zahlreiche Häuser einer Feuersbrunst zum Opfer.
Der aus Konservatismus unterentwickelt gebliebene Kanton Freiburg zählte 1914 nur fünf Unternehmen mit mehr als 100 Arbeitern, darunter war Cailler der mit Abstand grösste Arbeitgeber mit rund 1400 Beschäftigten. Der zweitgrösste Arbeitgeber in Muntelier hatte vergleichsweise bescheidene 300 Beschäftigte. Deshalb waren 35 % der Industriearbeitskräfte in der Region Bulle-Broc tätig.

## Sehenswürdigkeiten
Am rechten Ufer der Saane steht das Château d’En-Bas (Unteres Schloss), ein grosses viereckiges Bauwerk aus dem 12. Jahrhundert (seither mehrfach restauriert und umgestaltet, letztmals 1972) und ehemaliger Sitz der Herren von Broc und von Montsalvens. Das Schloss besitzt Kreuzstockfenster aus dem 14. Jahrhundert, Innendekoration aus der Zeit der Renaissance und einen im 17. Jahrhundert gestalteten Rittersaal. Beim Schloss befindet sich eine alte Steinbrücke über die Saane (1580 erbaut). Nahe dem Schloss steht auch ein Turm aus dem 17. Jahrhundert, der zur ehemaligen Prioratskirche gehörte (Kirche und Konventsgebäude existieren heute nicht mehr). Die Dorfkirche Saint-Blaise wurde 1877 nach einem Brand neu erbaut.

Schokoladenfabrik Cailler 1940 von Süden

Südlich von Broc, am Fuss der Dent de Broc, steht die Kapelle Notre-Dame des Marches (1705 neu errichtet), die früher eine wichtige Wallfahrtskapelle war. Auf dem Waldhügel nördlich des Jaunbachtals befinden sich die Ruinen der im 12. Jahrhundert erbauten Burg Montsalvens. Die Burg, von der noch die Mauern des markanten Bergfrieds erhalten sind, wurde 1671 aufgegeben.
Populär ist das 2010 eröffnete Museum des Schokoladenherstellers Cailler; Besucher erfahren etwas über die Geschichte der Marke Cailler und wie das 1819 gegründete Unternehmen die Schokoladenherstellung mehrmals veränderte. Die naturgetreue Inszenierung der Welt des Kakaos führt Besucher von den Tempeln der Azteken durch die Jahrhunderte bis hin zum umliegenden Greyerzerland in der Schweiz. Das Museum ist die meistbesuchte Touristenattraktion der französischsprachigen Schweiz. Im Jahr 2014 besuchten über 400'000 Personen die Schokoladenwelt.

## Persönlichkeiten
Gjon Muharremaj (* 1998), Sänger

## Impressionen

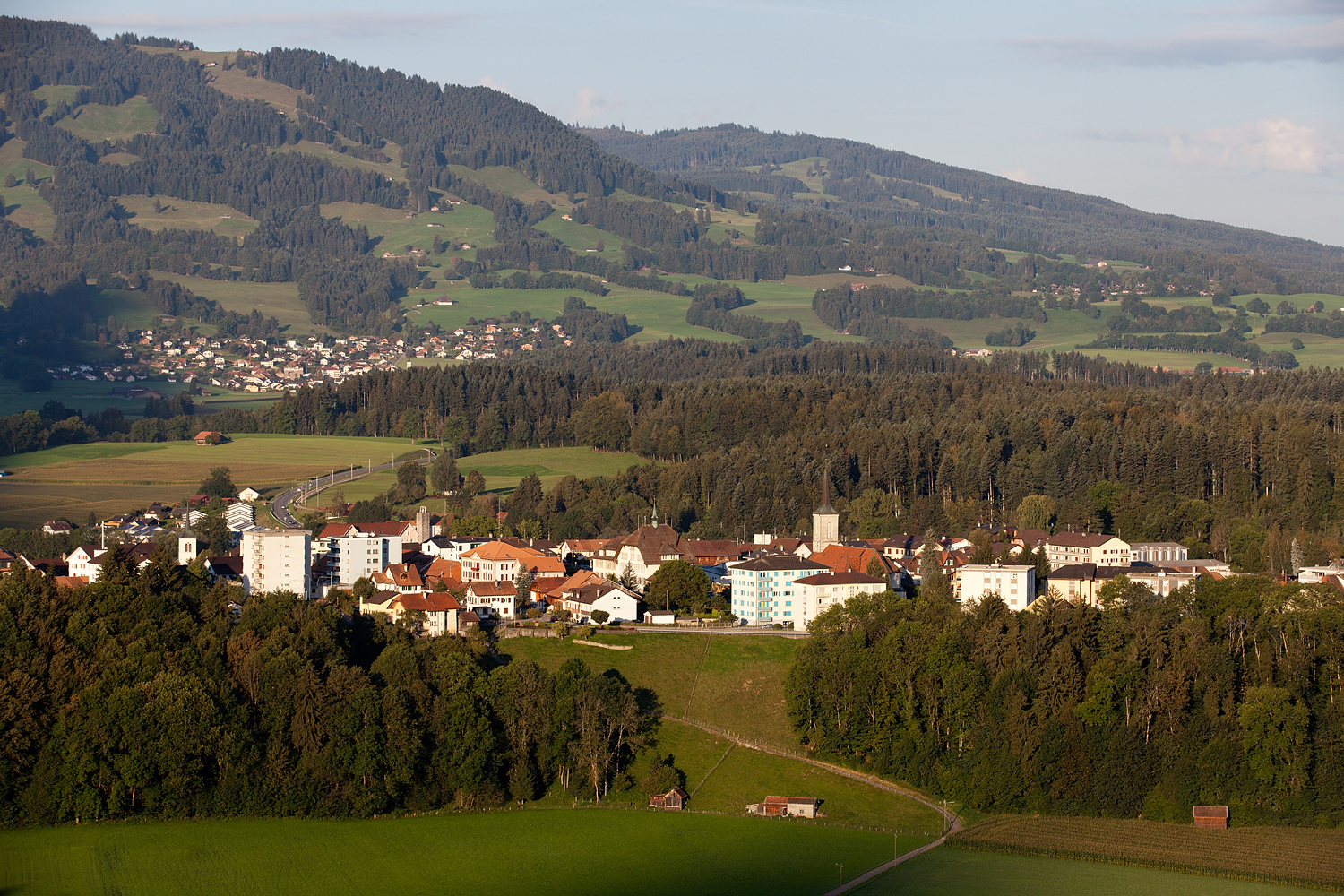
Broc Dorf
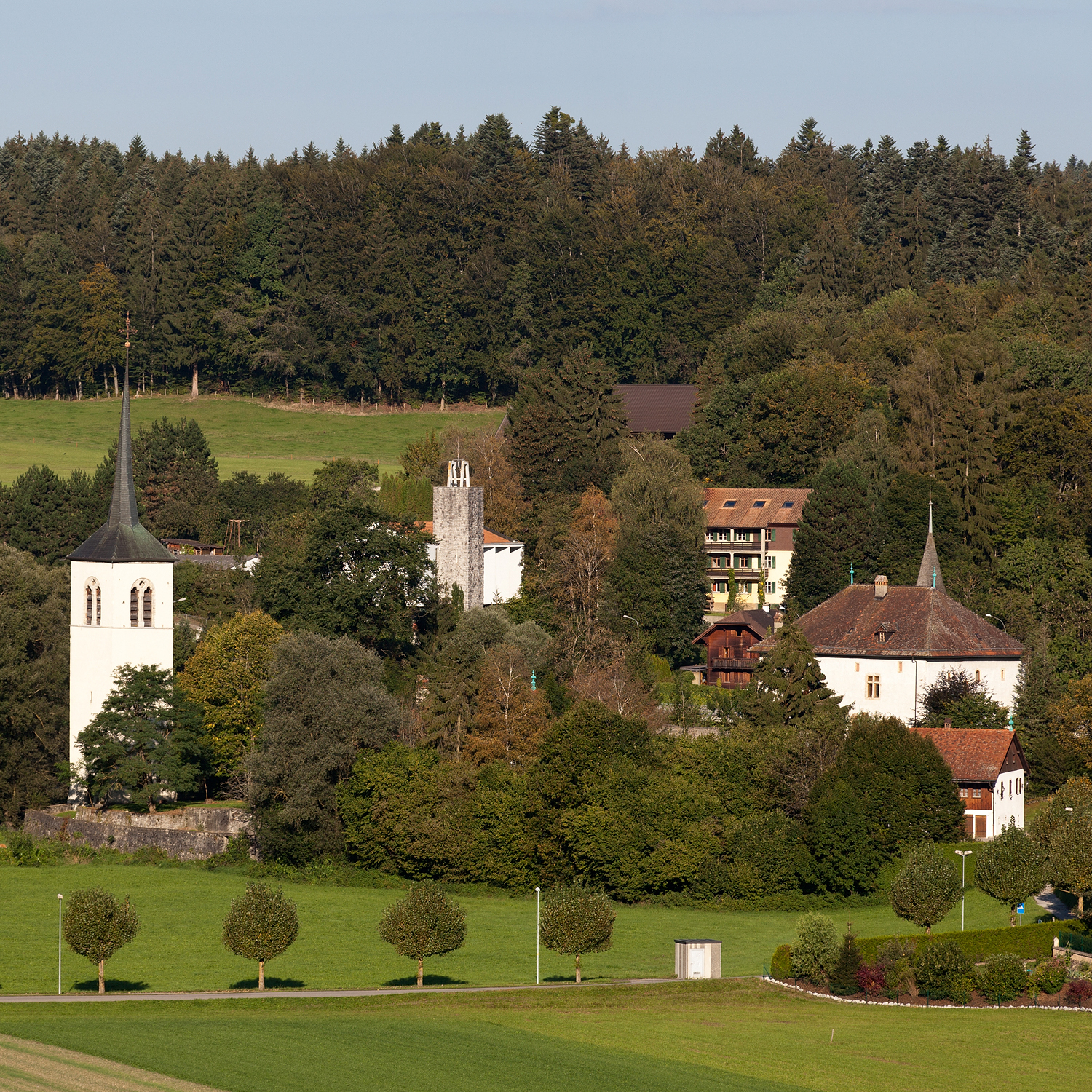
Broc Château d'En Bas
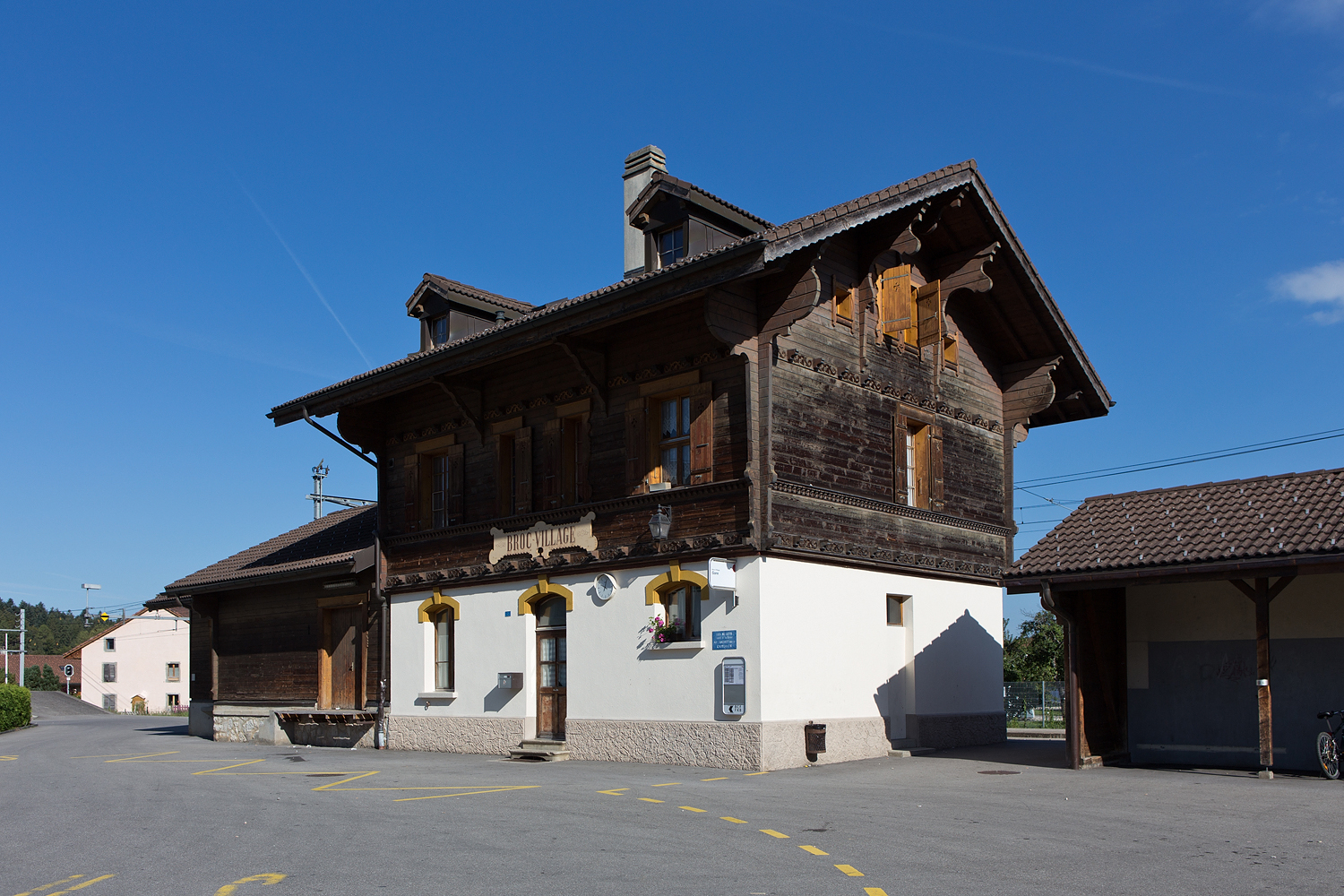
Bahnhof
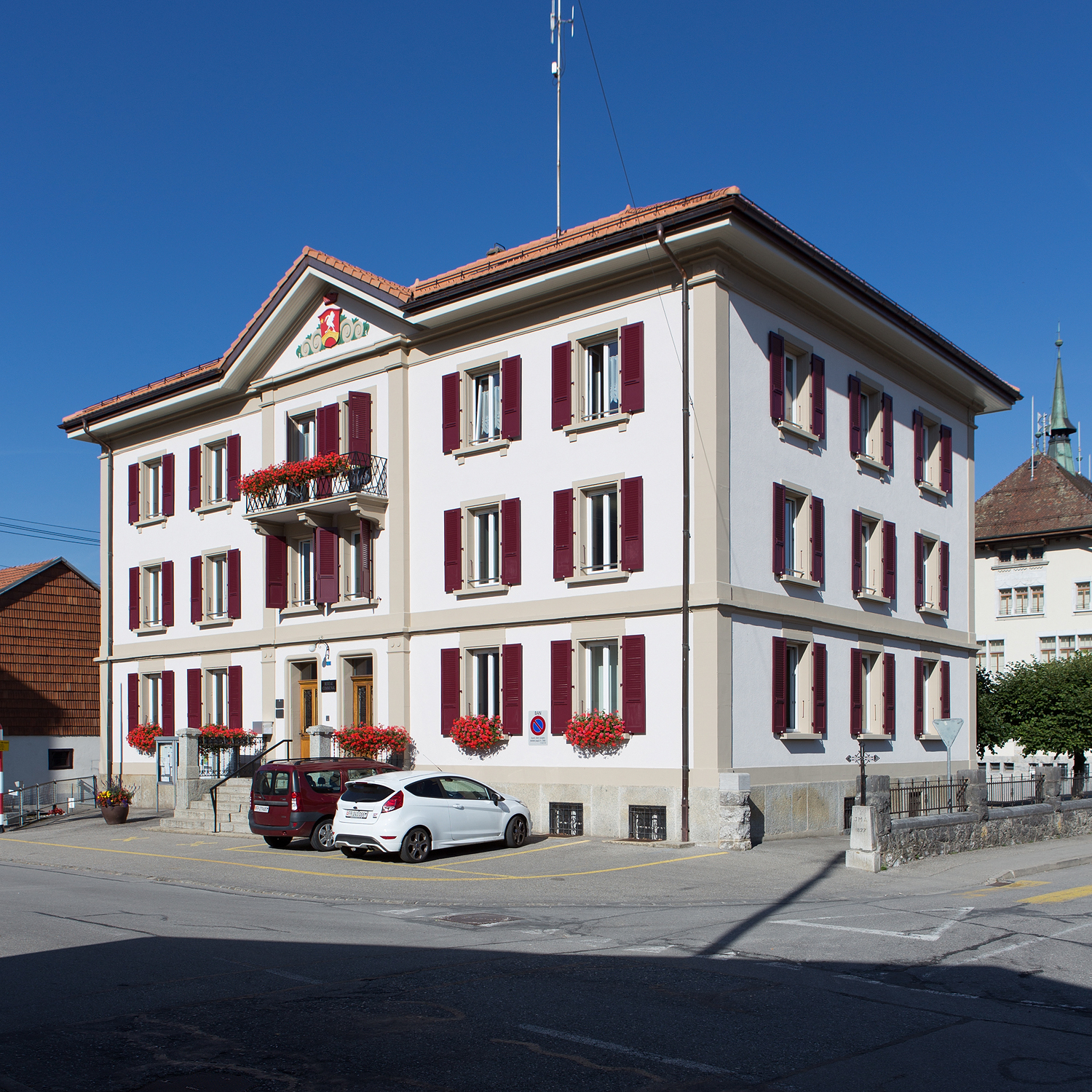
Gemeindeverwaltung
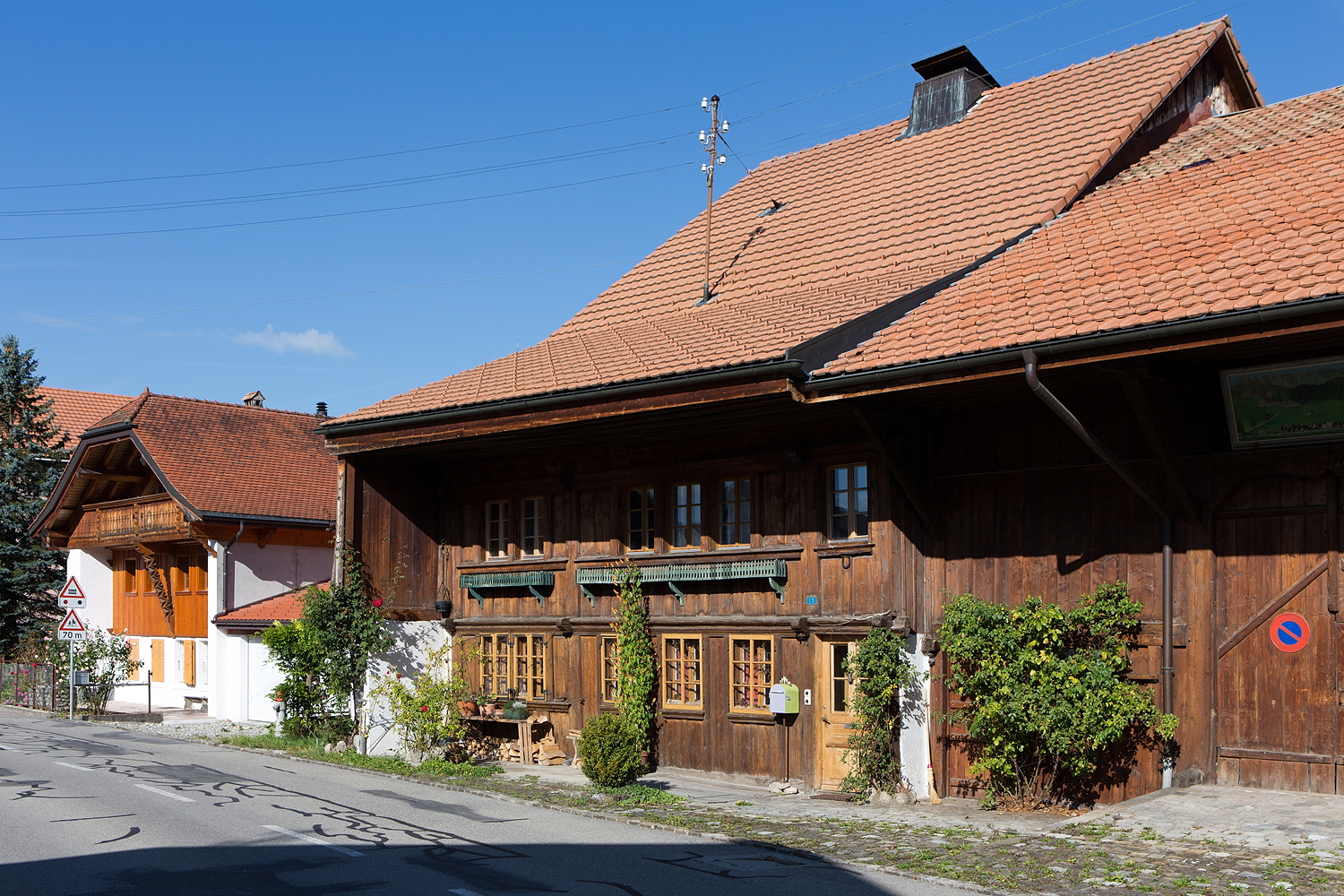
Rue du Bourg de l’Auge
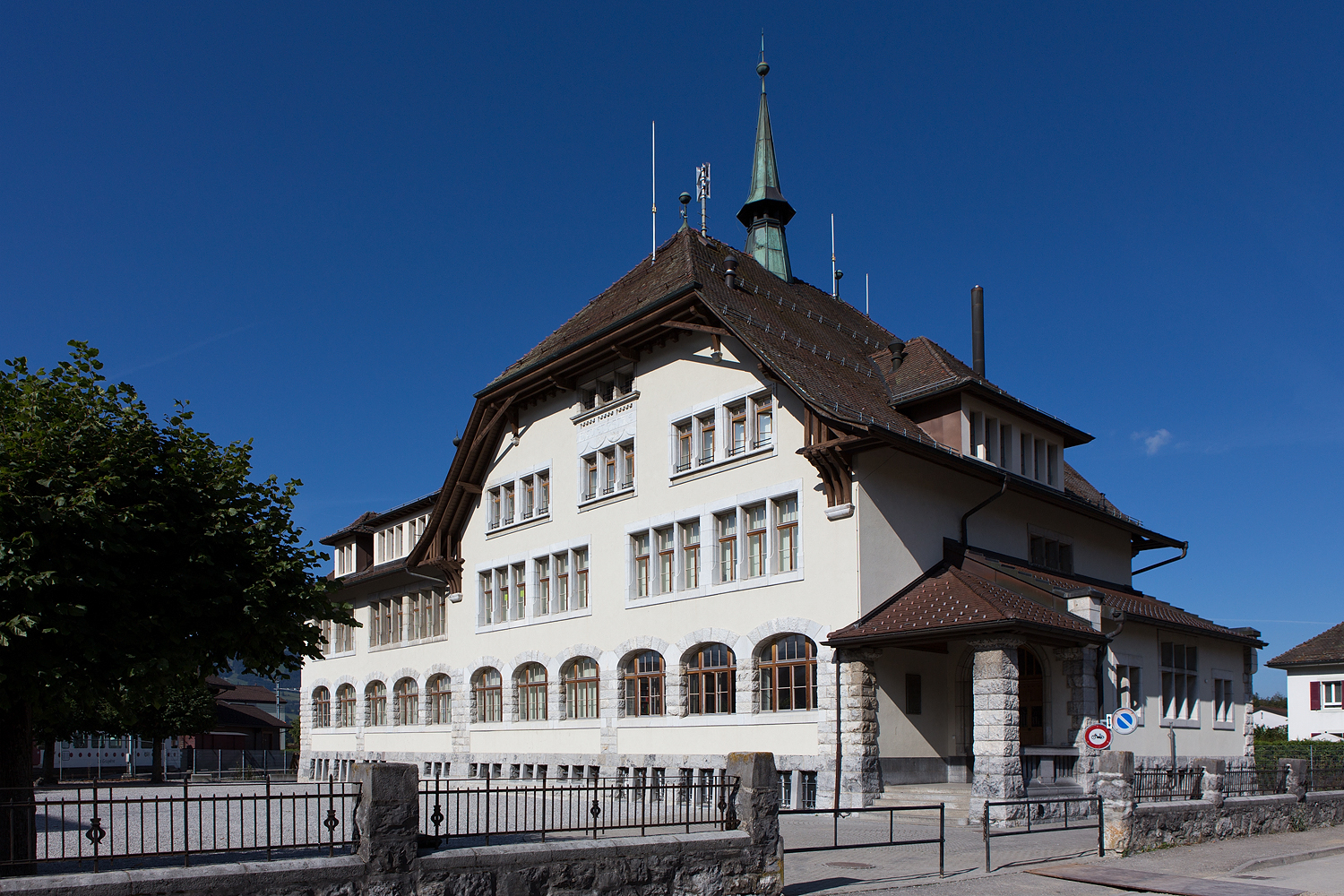
Schulhaus
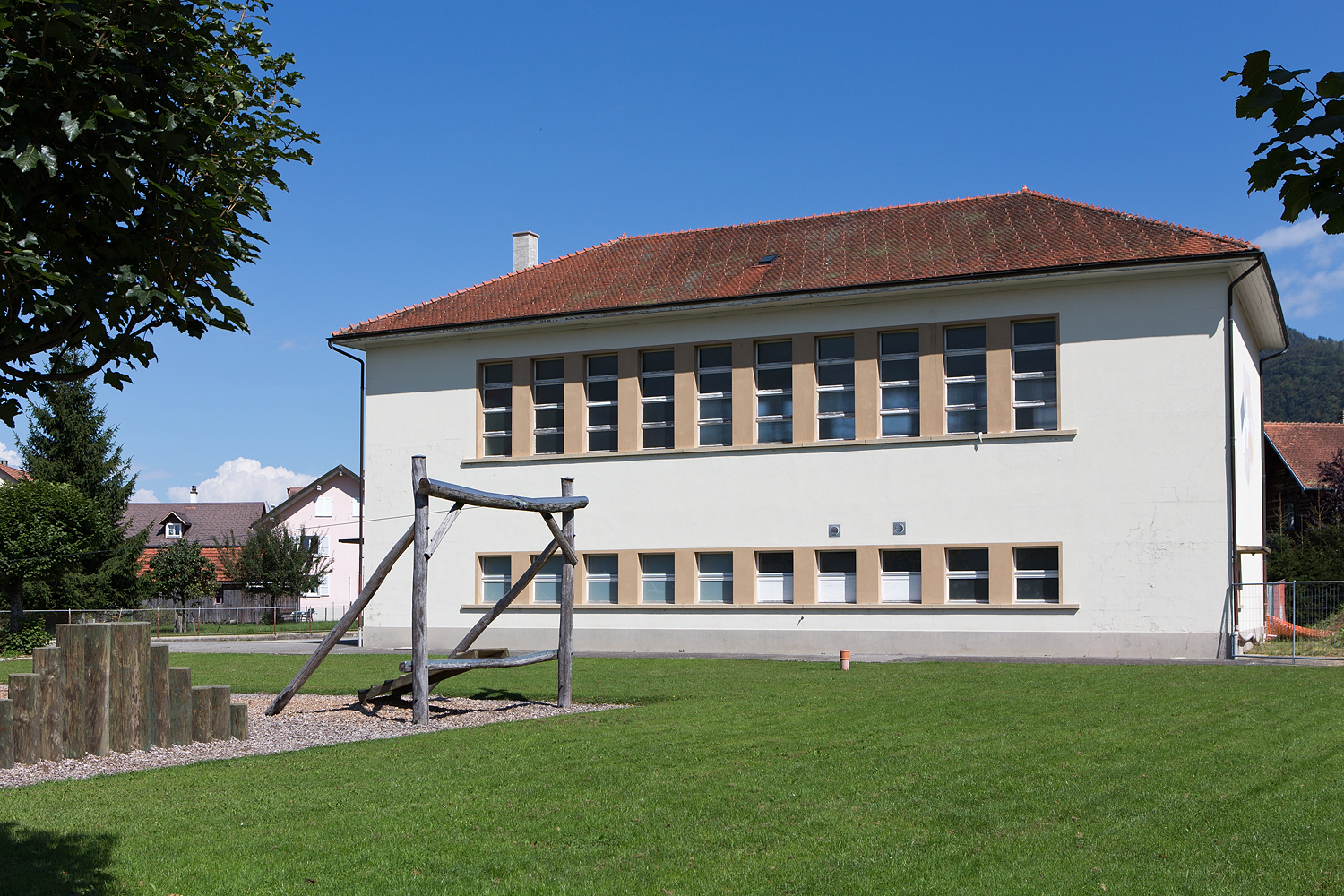
Turnhalle
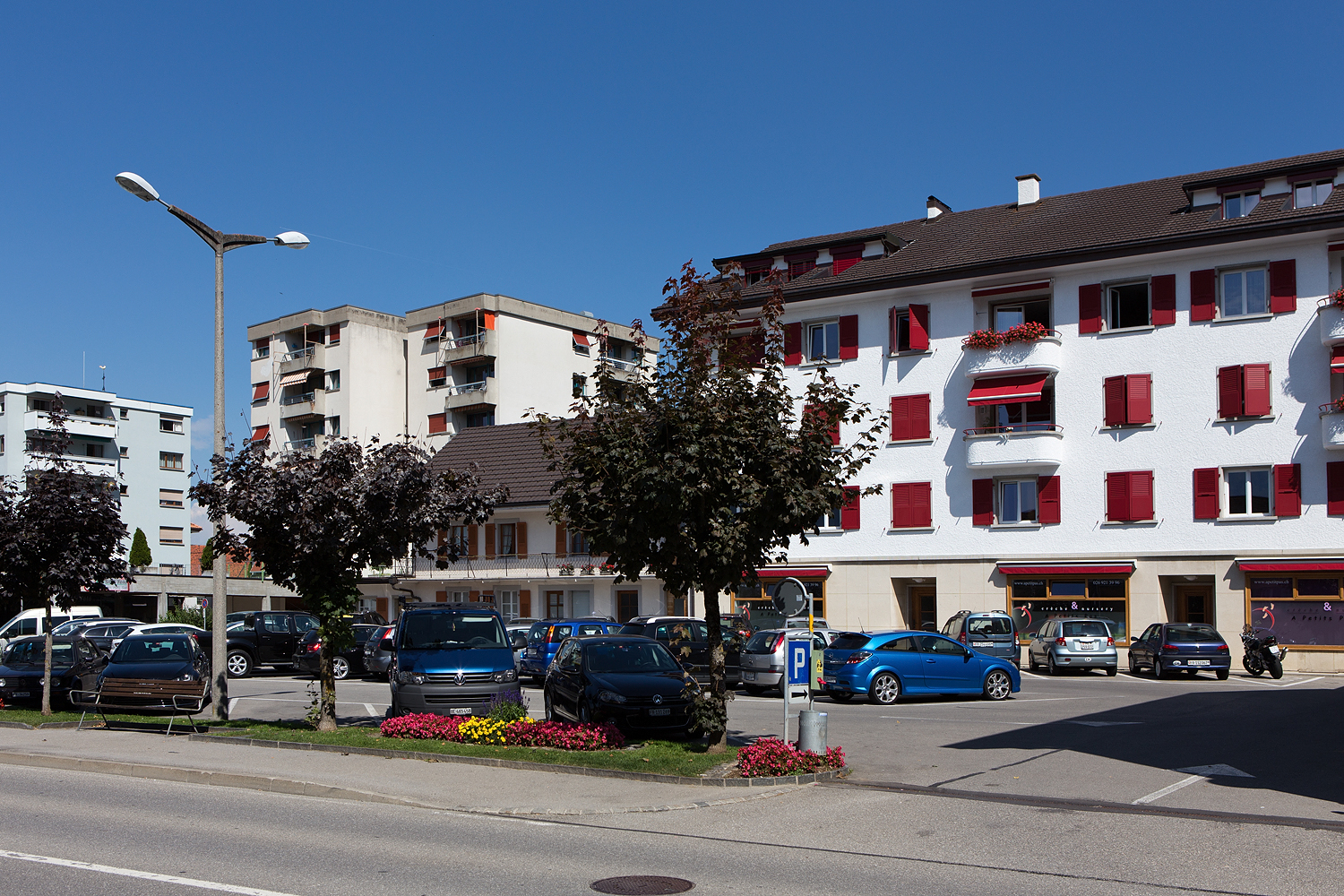
Place du Parc
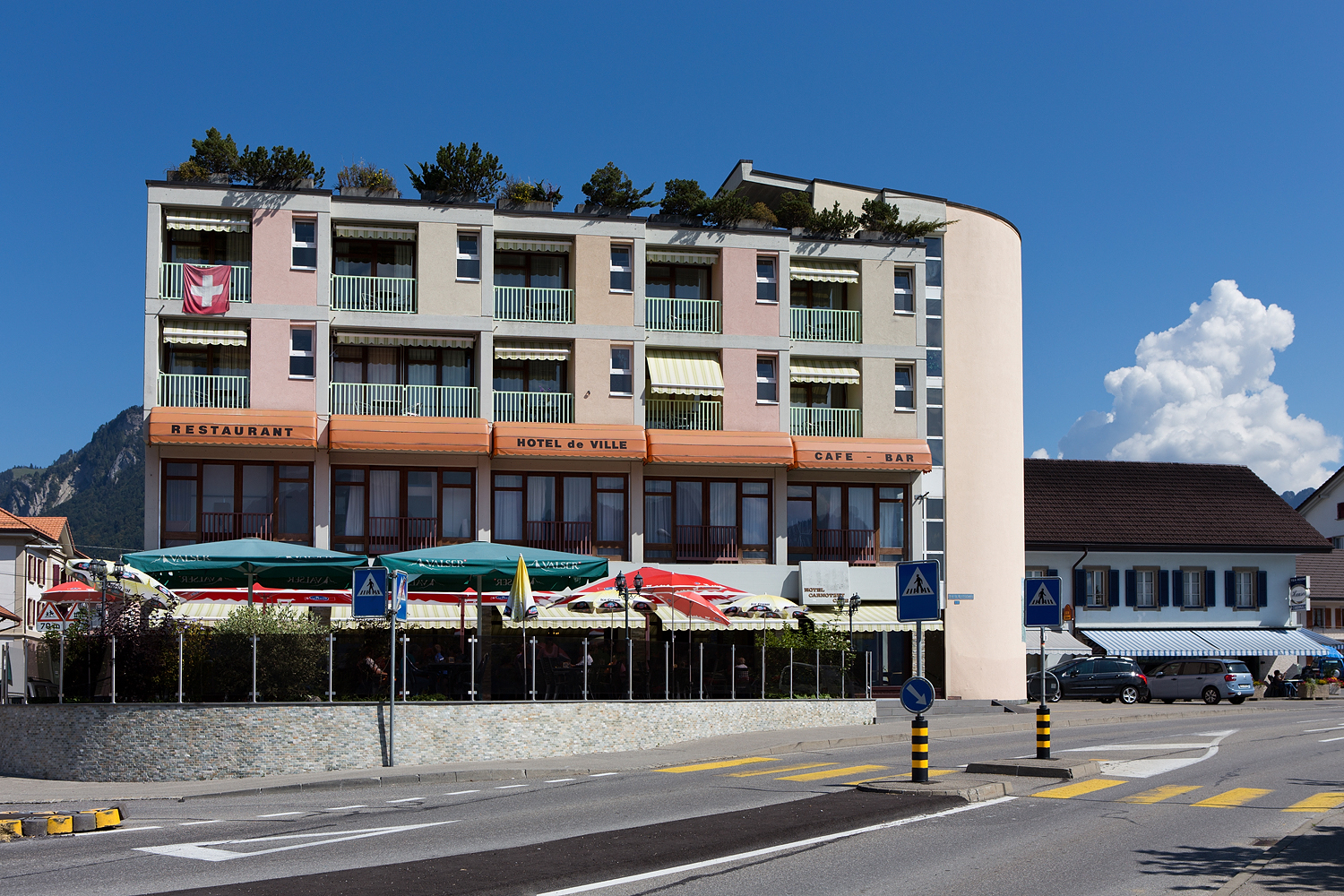
Restaurant-Hôtel de Ville
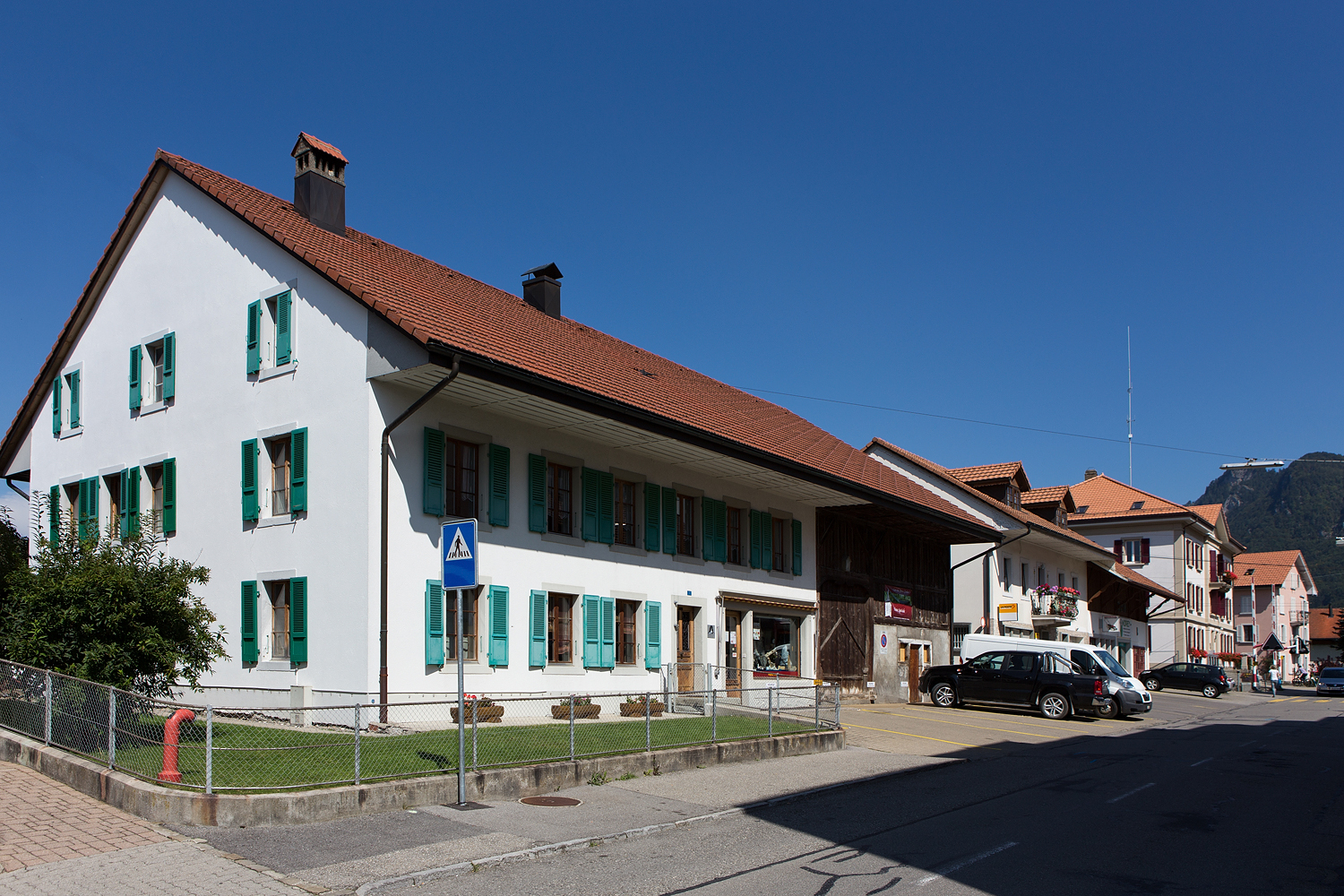
Rue du Bourg de l’Auge